# امریزکا
امریزکا (به لاتین: Ameryczka) یک منطقهٔ مسکونی در لهستان است که در Gmina Szubin واقع شده‌است.

## خصوصیات
امریزکا ۱۰۹ نفر جمعیت دارد.